# ایکلتون
ایکلتون (به انگلیسی: Ickleton) یک روستا و محله مدنی در بریتانیا است که در کمبریج‌شر جنوبی واقع شده‌است. ایکلتون ۷۰۹ نفر جمعیت دارد.